# Trikalsilita
La trikalsilita és un mineral de la classe dels silicats que pertany al grup dels feldspatoides. El seu nom prové del gec "tria" (tres), per mor de que la longitud del seu eix a, 15,339 Å, és el triple que la del mateix eix del seu dimorf, la kalsilita, 5,1589 Å.

## Característiques
La trikalsilita és un tectosilicat de fórmula química K₂NaAl₃(SiO₄)₃. Cristal·litza en el sistema hexagonal. La seva duresa a l'escala de Mohs és 6.
Segons la classificació de Nickel-Strunz, la trikalsilita pertany a «09.FA - Tectosilicats sense H₂O zeolítica, sense anions addicionals no tetraèdrics» juntament amb els següents minerals: kaliofil·lita, microclina, kalsilita, nefelina, panunzita, yoshiokaïta, megakalsilita, malinkoïta, virgilita, lisitsynita, adularia, anortoclasa, buddingtonita, celsiana, hialofana, ortosa, sanidina, rubiclina, monalbita, albita, andesina, anorthita, bytownita, labradorita, oligoclasa, reedmergnerita, paracelsiana, svyatoslavita, kumdykolita, slawsonita, lisetita, banalsita, stronalsita, danburita, maleevita, pekovita, lingunita i kokchetavita.

## Jaciments
La trikalsilita va ser descoberta a Kabfumu, al volcà Nyiragongo (Kivu Nord, República Democràtica del Congo). També ha estat descrita al riu Orosmayo, al Departament de Rinconada (Jujuy, Argentina).